# Niagara Scow
Koordinaten: 43° 4′ 23,3″ N, 79° 4′ 15,5″ W

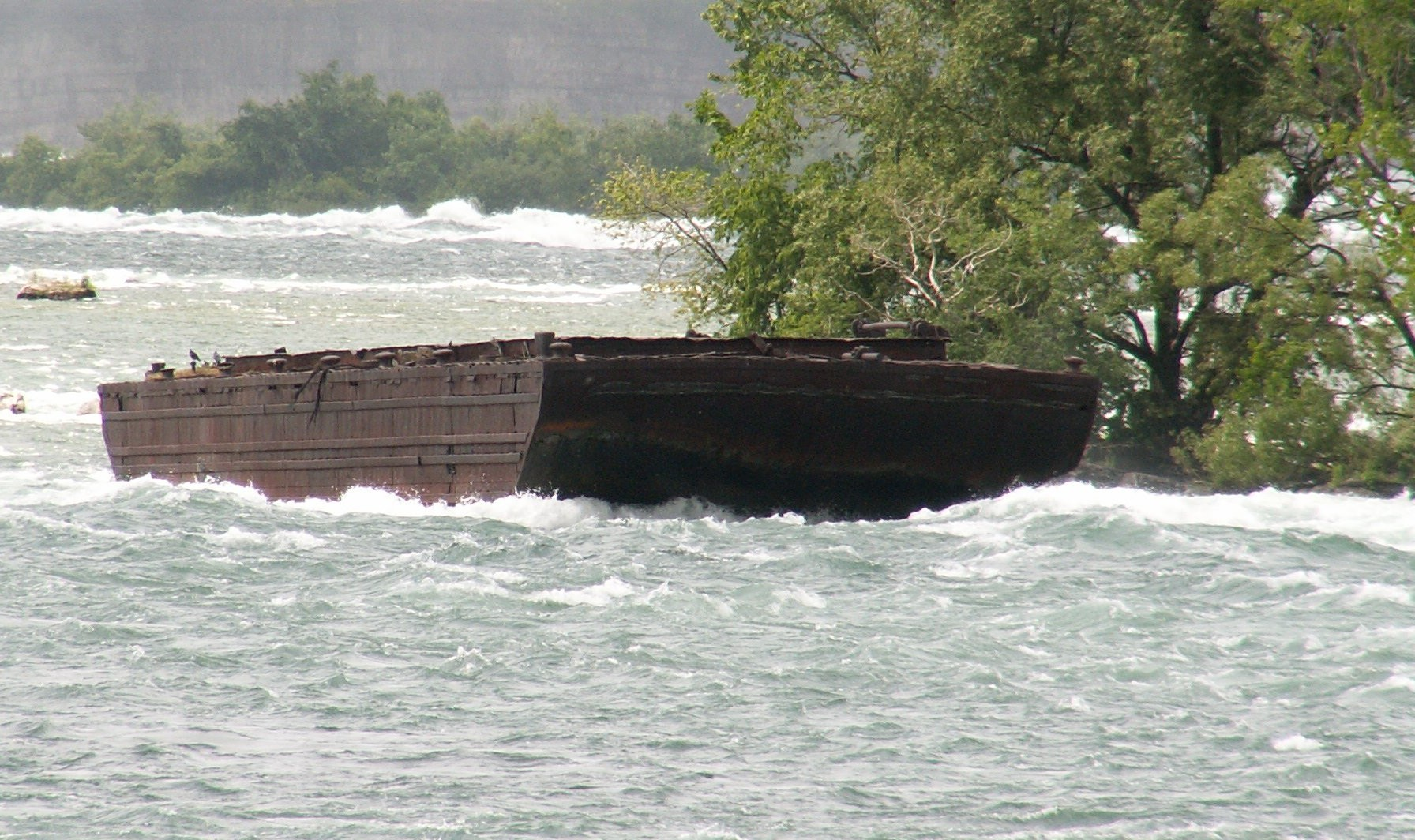
Niagara Scow (2006)

Als Niagara Scow, auch Iron Scow, wird das Wrack eines Prahms (engl. Scow) bezeichnet, der am 6. August 1918 beinahe mit zwei Mann Besatzung über die Horseshoe Falls abgestürzt wäre.

## Unfall 1918

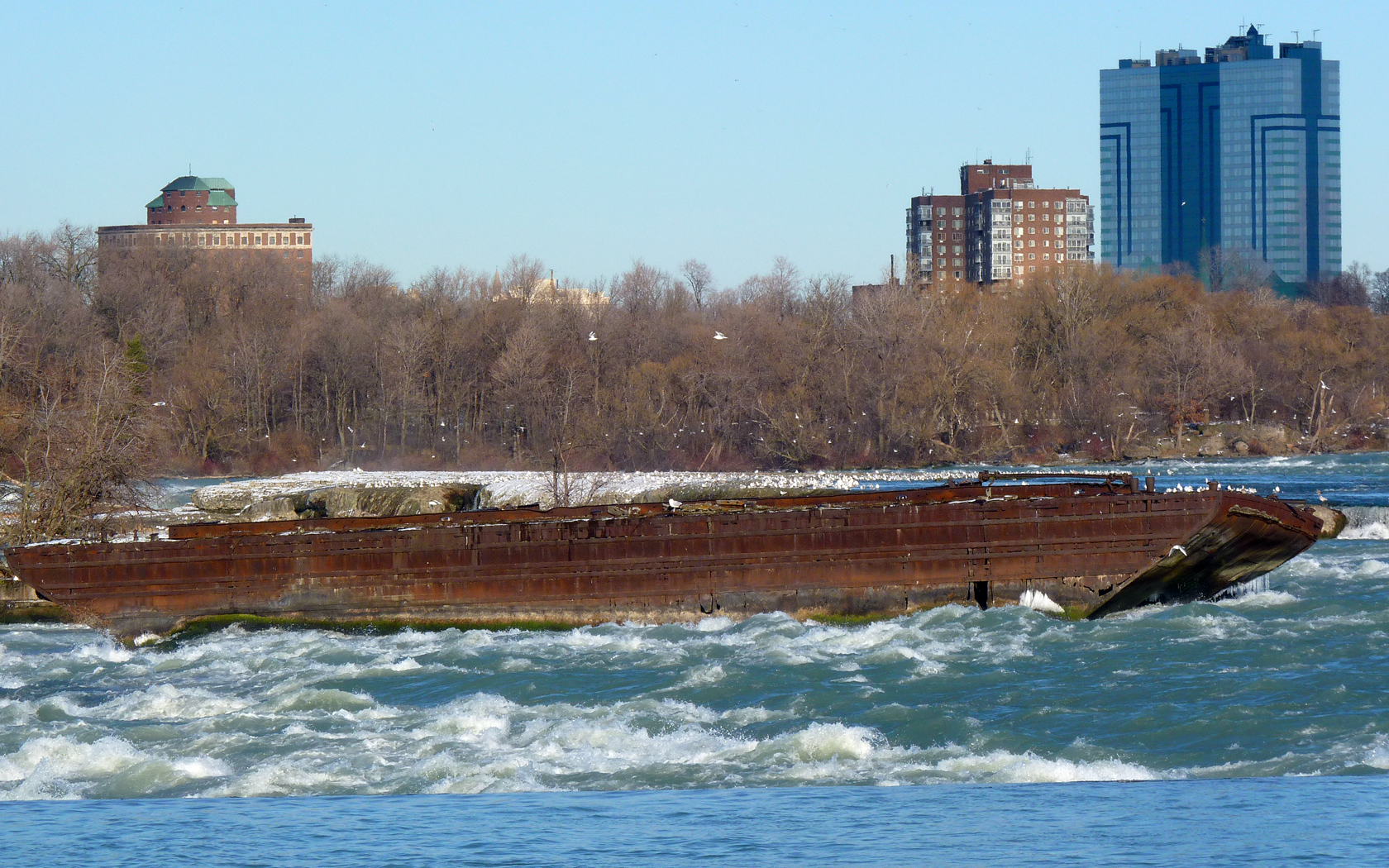
Niagara Scow (2009)

Am 6. August 1918 arbeiteten zwei Männer an Bord des von dem Schlepper Hassayampa gezogenen Prahms, der der „Great Lakes Dredge and Docks Company“ gehörte, auf dem Niagara River. Sie hatten die Aufgabe, vor der Mündung des Einlaufkanals zum Wasserkraftwerk der Niagara Falls Hydraulic Power and Manufacturing Company Sand mit einem Sauger in den Lastkahn zu fördern, um den Zufluss zu den Turbinen freizuhalten. Einer der Männer war der 51 Jahre alte erfahrene Seemann Gustave Ferdinand Lofberg, der vorher auf den Großen Seen gearbeitet hatte, der andere war der 40-jährige Takler James Henry Harris, der erst seit vier Wochen in der Firma beschäftigt war. Beide wohnten in Buffalo im Bundesstaat New York.
Um 15:10 Uhr befanden sie sich am Eingang zum Kanal und sogen den Sand in den Prahm, als der Schlepper gegen eine Fels- oder Sandbank stieß. Durch den Ruck zerriss die Stahlschleppleine „wie eine dünne Schnur“ und der Prahm trieb ab. Zwei andere Schlepper, Cowles und Helen M., die für dieselbe Firma im Kanal tätig waren, versuchten, den Prahm zu retten, doch die Strömung war zu stark. Die beiden Schlepper sowie zwei weitere Schlepper, die sich vor Ort befanden, versuchten nun, der Hassayampa zu helfen. Gleichzeitig wurde Alarm gegeben, dass sich der Prahm gelöst hatte. Die Feuerwehr von Niagara Falls an den Niagarafällen wurde alarmiert, ebenso wie die Küstenwache in Buffalo und Fort Niagara.
Beladen mit 2000 Tonnen Sand und Gestein driftete der Prahm flussabwärts auf die Horseshoe Falls zu und die beiden Männer auf dem Prahm hatten keine Möglichkeit, die Fahrt zu verlangsamen. Auch die Nutzung eines Hilfsruders hatte keinen Erfolg. Vor den Fällen sinkt der Fluss über eine Reihe von Stromschnellen und Kaskaden zu den Fällen hin ab. Durch Goat Island ist der Wasserarm in zwei Teile geteilt und das Wasser wird einerseits zu den Horseshoe Falls, andererseits zu den American Falls geleitet. Etwa 750 m vor den Horseshoe Falls, nach einer Fahrt von zwei Kilometern, lief der Prahm auf einem Felsvorsprung auf Grund. Erst jetzt konnten Lofberg und Harris einen Anker setzen. Anschließend bereiteten sie die Winde an Bord des Prahms in der Hoffnung vor, ihnen würde vom Ufer ein Stahlseil zugeführt. Ein Rettungsboot konnte aufgrund der starken Strömung und der Nähe zu den Horseshoe Falls nicht eingesetzt werden.
Fünf Soldaten von der Rettungsstation in Youngstown erreichten die Unfallstelle einige Zeit später. Sie brachten eine Lyle-Kanone mit, mit der es gelang, den beiden Männern ein leichtes Seil zuzuschießen. Dies war den Feuerwehrmännern, die früher eingetroffen waren, nicht gelungen. Lofberg und Harris zogen mit Hilfe der leichten Leine eine schwerere Leine zu ihrem Prahm, wofür sie mehr als drei Stunden benötigten. Sie befestigten die Leine an der Winde. Inzwischen war es dunkel geworden und die Arbeiten mussten eingestellt werden. Um den beiden Gestrandeten Mut zu machen und um ihnen zu zeigen, dass sie nicht vergessen waren, wurden große Scheinwerfer aufgestellt und es wurde versucht, Nachrichten, die aus Pappe geschnitten waren, in dem Lichtstrahl unterzubringen. Ihnen wurde mitgeteilt: „Holt die Leine ein“, „haltet euch fest“ und „ruht euch aus“. Lofberg versuchte sich mit einem Seil am Prahm festzumachen, hingegen band sich Harris an einem Fass fest, in der Hoffnung, sollten sie ins Wasser fallen, würde sich das Fass an Felsen verkeilen.
Bereits am Vortag war das Ufer von zahlreichen Schaulustigen umsäumt, doch mit der Morgendämmerung drängten sich Tausende von Menschen am Ufer, um die Rettung zu beobachten. Ein zweites Seil für eine Rettungsboje wurde zum Prahm geschossen. Es erreichte ihn auch und wurde festgemacht, jedoch hatten sich die Seile verwickelt. William „Red“ Hill Sr. hangelte sich durch die Strömung am Seil entlang, um die verhedderten Seile zu entwirren. Er arbeitete stundenlang, bis er sie entwirren konnte, um die Rettung zu ermöglichen. Er wurde zurück zum Kraftwerk gezogen, von dem die Rettungsarbeiten ausgingen. Nach einer Pause machte er sich erneut auf den Weg, um zu versuchen, bis zum Prahm zu kommen. Auch dort waren die Seile verwickelt und er gab den beiden Männern an Bord Anweisungen, sie zu entwirren. Nun konnte die Bergungsaktion beginnen. Vom Dach des Kraftwerks aus wurden die Leinen gesichert und eine Rettungsboje zum Prahm geschickt. Mit ihr wurde zunächst Harris, dann Lofberg gerettet. Beide waren erschöpft, jedoch unverletzt und wurden in ein Hotel gebracht, damit sie untersucht werden, duschen, essen und schlafen konnten. Am nächsten Morgen meldeten sie sich wieder zum Dienst.
Der Vorgang wird als eine der dramatischsten Rettungsmaßnahmen in der Geschichte des Niagara Rivers betrachtet.

## Erneute Drift 2019
Seit 1918 hatte der Prahm etwa 760 m vor der Wasserfallkante der Horseshoe Falls gelegen und war dort ein beliebtes Fotomotiv für Touristen. Am 31. Oktober 2019 löste sich der Kahn nach heftigen Stürmen mit starken Regenfällen, die die Wassermenge und Fließgeschwindigkeiten stark erhöhten, und bewegte sich etwa 50 m auf die Fälle zu. Nach Angaben der Niagara Parks Commission drehte er sich dabei auf die Seite. Auch sei es nicht ausgeschlossen, dass der Prahm weiter in Richtung der Fälle driften könnte.